# Macrotus californicus
Macrotus californicus — вид родини листконосові (Phyllostomidae), ссавець ряду лиликоподібні (Vespertilioniformes, seu Chiroptera).

## Середовище проживання та екологія
Країни поширення: Мексика, США. Цей вид харчується в основному вночі молями і нерухомими денними комахами, такими як метелики і коники, яких знаходить на зір, навіть при низькому рівні навколишнього світла. Він використовує теплі денні сідала в печерах, шахтах і будівлях. Залежно від сезону, кажани сплять окремо або в групах до кількох сотень осіб, висячи окремо. Самиці збираються у великі колонії материнства приблизно від 100 до 200 осіб навесні і влітку. Єдине дитинча народжується в період з середини травня до початку липня, після вагітності майже дев'ять місяців.